# Gramméni
Gramméni (Grammeni) är en ort i Grekland.   Den ligger i prefekturen Fthiotis och regionen Grekiska fastlandet, i den centrala delen av landet, 170 km nordväst om huvudstaden Aten. Gramméni ligger 226 meter över havet och antalet invånare är 335.
Terrängen runt Gramméni är huvudsakligen kuperad, men åt sydost är den platt. Terrängen runt Gramméni sluttar söderut. Runt Gramméni är det ganska glesbefolkat, med 36 invånare per kvadratkilometer. Närmaste större samhälle är Makrakómi, 7,5 km väster om Gramméni. 